# Лопушинський Вацлав Іванович
Ва́цлав Іва́нович Лопуши́нський (пол. Łopuszyński, Wacław Marian) (26 липня (14 липня) 1856 р., Тикоцин, Царство Польське, Російська імперія — 16 лютого 1929 р., Мурована-Госліна, Польська республіка) — польський інженер шляхів сполучення, конструктор паровозів, творець передових для свого часу серій Е, Ш, Лп.

## Біографія
Народився в м. Тикоцин Ломжинської губернії Царства Польського в родині судового чиновника. Після закінчення Ломжинської класичної гімназії в 1873 році, вступив до Санкт-Петербурзького інституту інженерів шляхів сполучення.
У 1878 році закінчив Санкт-Петербурзький інститут інженерів шляхів сполучення, після чого працював у технічному відділі Головного товариства залізниць, потім перейшов на посаду помічника начальника паровозного депо Пенза Моршансько-Сизранської залізниці.
Був активним учасником Дорадчих з'їздів інженерів тяги Російських залізниць. З 1880 по 1883 рр. працював у службі тяги Фастівської залізниці. З 1883 по 1886 роки на Лібаво-Роменській залізниці.
Пізніше працював старшим інженером з нагляду за виготовленням рухомого складу для споруджуваної Рязансько-Уральської залізниці. На цій посаді ознайомився з проєктуванням і виробництвом паровозів на Брянському і Коломенському паровозобудівних заводах.
З 1895 року — завідувач технічного бюро служби тяги Владикавказької залізниці, потім призначений першим заступником начальника служби тяги цієї дороги.
Під час Громадянської війни в Росії емігрував за кордон з армією А. Денікіна, що відступала. З 1920 року жив у Польщі. Працював у Міністерстві шляхів сполучення Польської Республіки, в 1922 році призначений головою міністерської комісії з проектування та будівництва паровозів. Запрошувався на роботу на машинобудівний завод Цегельського у Хшануві.

### Конструкторська діяльність
З 1890 по 1915 рік брав участь у створенні низки серій товарних і пасажирських паровозів: ЧК (до 1912 року — К), що став прототипом знаменитої серії О, АД (до 1912 року — П), ДЖ (до 1912 року — БП), Ц (до 1912 року — М), Ш, що став прототипом для локомотива серії Щ. За участю М. Е. Правосудовича створив наймасовіший в історії світового паровозобудування паровоз серії Е.
У 1914 році ним розроблено проект потужного швидкісного пасажирського потяга, названого на його честь Л (після 1947 року — Лп). У 1923 році в Польщі розробив проект паровоза Ty23, кращого вантажного паровоза польських залізниць довоєнного періоду (побудовано 606 одиниць). Згодом кілька локомотивів опинилося в СРСР після приєднання Західної Білорусії та Західної України у 1939 році.

## Пам'ять
- Паровоз Л — пасажирський паровоз типу 2-3-1, що отримав позначення серії на честь Лопушинського.